# Apanteles incompletus
Apanteles incompletus är en stekelart som beskrevs av Szepligeti 1914. Apanteles incompletus ingår i släktet Apanteles och familjen bracksteklar. Inga underarter finns listade i Catalogue of Life.